# Ugo I di Rethel
Ugo I, conte di Rethel (1050 circa – 28 dicembre 1118) è stato un nobile francese.

## Biografia
Era figlio (probabilmente secondogenito) di Manasse III di Rethel. Non molto è noto della sua vita, se non che successe al padre nel 1081 come conte di Rethel, e che il suo nome comparve in alcuni documenti e donazioni datate tra il 1094 e il 1117, talvolta assieme alla moglie Melisenda e al figlio primogenito Manasse. Morì nel 1118.

## discendenza
Ugo sposò Melisenda di Montlhéry, figlia di Guido I di Montlhéry, attorno al 1075, e da lei ebbe sette figli:
- Manasse, premorto al padre;
- Gervaso (morto nel 1124), arcivescovo di Reims e in seguito conte di Rethel;
- Baldovino (morto nel 1131), eletto re di Gerusalemme nel 1118 e da cui discesero tutti i successivi monarchi;
- Matilde (morta nel 1151), contessa di Rethel dopo la morte di Gervaso e la rinuncia di Baldovino, ultima della sua casata;
- Hodierna;
- Cecilia, che seguì Baldovino in Terrasanta sposando Ruggero di Salerno;
- Beatrice, che seguì Baldovino in Terrasanta sposando Leone I d'Armenia.